# Капитализм и свобода
Капитализм и свобода (англ. Capitalism and Freedom, 1962) – книга нобелевского лауреата М. Фридмана.

## Содержание
Книга включает:
Введение
1. Отношение между экономической и политической свободой
2. Роль правительства в свободном обществе
3. Контроль денег
4. Международные торговые и финансовые организации
5. Фискальная политика
6. Роль правительства в образовании
7. Капитализм и дискриминация
8. Монополия и общественная ответственность бизнеса и труда
9. Профессиональное лицензирование
10. Распределение доходов
11. Измерение социального благосостояния
12. Смягчение бедности
13. Заключение

## Обзор глав
Введение
Во введении излагаются принципы классического либерала по Фридману, который поддерживает ограничение и ослабление государственной власти. Фридман использует европейское толкование термина, а не американское.

## Идеи
Книга возникла как результат озабоченности автором усилением правительства и ограничением свободы в США. В работе М. Фридман утверждает, что экономическая свобода является необходимым условием политической. Если средства производства сконцентрированы у правительства, то реально общество не может ему ничего противопоставить. Государство, продолжает экономист, обязано устанавливать законы, следить за соблюдением прав собственности, принимать меры в отношении монополий, смягчать проявления «рыночного фиаско», а также постепенно (3-5% в год) наращивать объём денег в обращении.
По мнению Фридмана, правительство необходимо для сохранения свободы, но оно же является главной угрозой свободе. Чтобы нивелировать эту угрозу, автор полагает необходимым ограничить полномочия правительства вышеперечисленными областями деятельности. Кроме того, Фридман полагает важным принцип максимальной децентрализации власти и её передачу на возможно более низкий уровень. Если некий вопрос можно решить в рамках населённого пункта, то не следует передавать это решение центральному правительству. Таким образом, защита свободы есть первая причина для ограничения и децентрализации власти.
Второй причиной является тот факт, что существует лишь два способа сотрудничества между людьми — принудительное и добровольное. И второй вариант сотрудничества, по мнению автора, гораздо эффективнее для достижения людьми своих целей. Автор также проводит однозначную связь между политической свободой и свободным рынком как экономической организацией деятельности общества.

## Издания
Первое издание вышло в 1962 году в Чикагском университете. С тех пор книга многократно переиздавалась и переведена на 18 языков.
Впервые книга издана на русском языке в 1982 году американским издательством «Chalidze Publications» (Нью-Йорк). Отдельные фрагменты из неё вошли в сборник «Фридман и Хайек о свободе», вышедший в 2003 году в Москве в издательстве «Три квадрата». В 2006 году вышло российское издание книги в «Новом издательстве» (Москва). Позже на русском языке книга регулярно публиковалась различными издательствами.

### Издания на русском языке
- Фридман, Милтон. Капитализм и свобода / Милтон Фридман ; предисловие Биньямина Аппельбаума ; [перевод с английского Л. Левина]. — Москва : Эксмо, 2023. — 304 с. — (Top Economics Awards). — ISBN 978-5-04-172272-2.

## Цитата
Исторический опыт говорит о соотношении между политической свободой и свободным рынком совершенно однозначно. Мне не известно ни единое существовавшее когда-либо и где-либо общество, которое отличалось бы большой степенью политической свободы и в то же время не пользовалось бы для организации значительной части экономической деятельности неким подобием свободного рынка.

История показывает: капитализм есть необходимое условие политической свободы. Необходимое, но не достаточное.